# Mesopotamia
|  | Per a altres significats, vegeu «Mesopotàmia (desambiguació)». |

Mesopotamia és una regió geogràfica de la República Argentina que comprèn les províncies de Misiones, Corrientes i Entre Ríos. La regió es troba entre els rius Paranà i Uruguai, així com pels rius San Antonio i Pepirí Guazú. La regió es troba sobre el massís o plana de Brasilia. És una regió rica en vegetació, amb precipitacions de fins i tot 2.000 mm anuals. Els principals productes agrícoles són la producció d'herba mate, l'arròs i els cítrics; la producció de fusta també hi és important. També s'hi ha desenvolupat la ramaderia bovina i equina.